# Madam Secretary
Madam Secretary, ou Madame la Secrétaire d'État au Québec, est une série télévisée américaine en 120 épisodes de 42 minutes créée par Barbara Hall, produite par Lori McCreary (en) et Morgan Freeman et diffusée entre le 21 septembre 2014 et le 8 décembre 2019 sur le réseau CBS et en simultané sur le réseau Global au Canada.
Au Québec, la série est diffusée depuis le 3 septembre 2015 sur Séries+, en France, depuis le 14 février 2016 sur Téva, à La Réunion sur Antenne Réunion , en Belgique, depuis le 29 mai 2016 sur RTL-TVI et en Suisse, depuis le 1er décembre 2016 sur RTS Un.

## Synopsis
À la suite du décès du secrétaire d'État, Elizabeth McCord, ancienne agent de la CIA est choisie par le président Dalton, sous les ordres duquel elle a travaillé pour reprendre le poste.

## Distribution

### Acteurs principaux
- Téa Leoni (VF : Stéphanie Lafforgue) : Elizabeth Adams McCord
- Tim Daly (VF : Bruno Choël) : Henry McCord, mari d'Elizabeth
- Željko Ivanek (VF : Hervé Bellon) : Russell Jackson
- Erich Bergen (en) (VF : Pascal Nowak) : Blake Moran, assistant personnel d'Elizabeth (saisons 1 à 5) puis conseiller politique adjoint
- Patina Miller (VF : Ingrid Donnadieu) : Daisy Grant
- Geoffrey Arend (VF : Philippe Bozo) : Matt Mahoney (saisons 1 à 5)
- Wallis Currie-Wood (VF : Marie Tirmont) : Stephanie « Stevie » McCord, fille aînée d'Elizabeth et d'Henry (dès l'épisode 2)
- Kathrine Herzer (VF : Emmylou Homs) : Alison McCord, fille cadette d'Elizabeth et d'Henry (saisons 1 à 5)
- Evan Roe (VF : Tom Trouffier) : Jason McCord, fils d'Elizabeth et d'Henry (saisons 1 à 5, récurrent saison 6)
- Keith Carradine (VF : Edgar Givry) : le président Conrad Dalton (récurrent saison 1, principal saisons 2 à 5, invité saison 6)
- Sebastian Arcelus (VF : Stéphane Ronchewski) : Jay Whitman (récurrent saison 1 et 2, principal saisons 3 à 5)
- Sara Ramirez (VF : Edwige Lemoine) : Kat Sandoval (saisons 4 et 5)
- Bebe Neuwirth (VF : Véronique Augereau) : Nadine Tolliver (saisons 1 à 4.03)
- Kevin Rahm (VF : Guillaume Lebon) : Michael « Mike B » Barnow (saison 6, récurrent saisons 1 à 5)
- Tracee Chimo : Nina Cummings, assistante personnelle d'Elizabeth remplaçante de Blake Moran (saison 5) et assistante personnelle de Russell Jackson (saison 6)

### Acteurs récurrents
- Francis Jue (en) (VF : Serge Faliu) : Chen, ministre des affaires étrangères de la Chine
- Johanna Day (en) (VF : Isabelle Gardien) : Amiral Ellen Hill
- Mandy Gonzalez : Lucy Knox
- Tony Plana (VF : François Dunoyer) : Amiral Ed Parker
- Mike Pniewski : Gordon Becker
- Masha King : Talia Petrov
- Christopher O'Shea (en) (VF : Adrien Larmande) : Jareth Glover
- Eric Stoltz : Will Adams
- Jordan Lage (VF : Vincent Violette) : Kohl
- Sam Breslin Wright (VF : Tanguy Goasdoué) : Dylan Larson
- Christine Garver : Molly Reid
- Clifton Davis : Ephraim Ware (saisons 2-)
- René Auberjonois : Walter Novack (saisons 2-)
- Chris Petrovski (VF : Grégory Kristoforoff) : Dmitri Petrov (saisons 2 et 4, invitée saison 3)
- Carlos Gómez (VF : Philippe Peythieu) : Jose Campos (saisons 2-3)
- Kobi Libii : Oliver Shaw (saison 2, invité saison 3)
- Nilaja Sun (en) (VF : Laura Zichy) : Juliet Humphrey (saison 1, invitée saison 3)
- J. C. MacKenzie (en) (VF : Constantin Pappas) : Sam Evans (saison 3)
- Justine Lupe (VF : Noémie Orphelin) : Ronnie Baker (saison 3)
- Jason Ralph : Harrison Dalton (saisons 1-2)
- Cotter Smith (en) (VF : Eric Legrand) : Darren Hahn (saisons 1-2)
- Yorgo Constantine (en) : Anton Gorev (saisons 1-2)
- Jill Hennessy (VF : Françoise Cadol) : Jane Fellows (saison 2)
- Angela Gots : Maria Ostrov, présidente de la Russie (saison 2)
- Julian Acosta (VF : Guillaume Orsat) : Craig Sterling, Conseiller à la Sécurité Nationale (saison 2)
- Leslie Hendrix (en) : Louise Cronenberg (saison 2)
- Patrick Breen (VF : Pierre Tessier) : Andrew Munsey, Directeur de la CIA (saison 1)
- Marin Hinkle (VF : Élisabeth Fargeot) : Isabelle Barnes (saison 1)
- Usman Ally (en) : Zahed Javani (saison 1)
- Dion Graham : Fred Cole (saison 1)
- Josh Hamilton (VF : Damien Boisseau) : Arthur Gilroy (saison 1)
- Anna Deavere Smith (VF : Julie Carli) : Mary Campbell (saison 1)

### Invités
- Yuval David (VF : Nicolas Buchoux) : Matvey Sokolov (saison 4)
- Louis Gossett, Jr. : Laurent Vasseur (saison 1 épisode 6)
- William Allen Young (en) : Steven Cushing (saison 1 épisode 12)
- Tom Skerritt : Patrick McCord (saison 1 épisode 13)
- Bob Schieffer : Lui-même (saison 1 épisode 17)
- Morgan Freeman : Frawley (saison 2 épisode 1, saison 3 épisode 1, saison 4 épisode 1)
- Madeleine Albright : Elle-même (saison 2 épisode 2, saison 5 épisode 1)
- Kate Burton : Maureen McCord-Ryan (saison 2 épisode 13)
- Jane Pauley (en) (VF : Marie-Martine) : elle-même (saison 2 épisode 18, saison 3 épisode 1)
- Shivam Chopra : Sanjay (saison 1)
- Stephanie J. Block (en) (VF : François Dunoyer) : Abby Whitman (saison 3)
- Joel de la Fuente : Datu Andrada (saison 3 épisode 15)
- Christine Ebersole (VF : Martine Irzenski) : Lydia Dalton
- Colin Powell : Lui-même (saison 5 épisode 1)
- Hillary Clinton : Elle-même (saison 5 épisode 1)
- Peter Frampton : Lui-même (saison 5, épisode 11)

- Version française
  - Société de doublage : Dubbing Brothers[9],[10]
  - Direction artistique : Nathalie Régnier[9],[10]
  - Adaptation des dialogues : Aziza Hellal, Christine De Chérisey et Wendy Tramier[10]

 Source et légende : version française (VF) sur RS Doublage et Doublage Séries Database

## Développement

### Production
Le projet a débuté en août 2013. CBS a commandé le pilote à la fin janvier 2014.
Le 9 mai 2014, CBS commande la série et annonce cinq jours plus tard qu'elle sera diffusée les dimanches soir.
Le 27 octobre 2014, CBS commande une saison complète de 22 épisodes.
Le 12 janvier 2015, la série est renouvelée pour une deuxième saison, diffusée à l'automne 2015.
Le 25 mars 2016, CBS annonce la reconduction de la série pour une troisième saison.
Le 23 mars 2017, CBS annonce le renouvellement de la série pour une quatrième saison,.
Le 19 avril 2018, le réseau CBS reconduit la série pour une cinquième saison,.
Le 9 mai 2019, la série est renouvelée pour une sixième saison, qui sera la dernière, pour la saison 2019-2020.

### Casting
Les rôles ont été distribués de janvier à mars 2014 dans cet ordre : Téa Leoni, Tim Daly, Geoffrey Arend, Patina Miller, Bebe Neuwirth, Erich Bergen (en) et Evan Roe, Kathrine Herzer.
Peu après avoir commandé la série, Željko Ivanek est promu à la distribution principale, étant apparu dans le pilote. Puis en juillet, Wallis Currie-Wood est ajoutée à la distribution dès le deuxième épisode.
Récurrent depuis le pilote, Sebastian Arcelus est promu à la distribution principale dès la troisième saison.
Après la diffusion du troisième épisode de la quatrième saison, Bebe Neuwirth annonce son départ de la série. Sara Ramirez décroche alors le rôle de Kat Sandoval, une stratège politique, introduite dans le septième épisode.

## Épisodes

### Première saison (2014-2015)
1. Le Baptême du feu (Pilot)
2. Un autre Benghazi (Another Benghazi)
3. Viper (The Operative)
4. Casse-tête chinois (Just Another Normal Day)
5. La Carotte et le bâton (Blame Canada)
6. Le Sang et l'ironie (The Call)
7. Stupeur et tremblement (Passage)
8. Top secret (Need to Know)
9. C'est comme ça (So It Goes)
10. Dommages collatéraux (Collateral Damage)
11. Le Jeu de la diplomatie (Game On)
12. Sécession (Standoff)
13. Envers et Contre Tous (Chains of Command)
14. Le Charmeur de Damoclès (Whisper of the Ax)
15. Ne te fie à personne (The Ninth Circle)
16. Tamerlane (Tamerlane)
17. Face à la nation (Face the Nation)
18. Le Jugement Dernier (The Time is at Hand)
19. Les Statues de la démocratie (Spartan Figures)
20. Sueurs froides (The Necessary Art)
21. Contre toute apparence (The Kill List)
22. Avis de tempête (There But For the Grace of God)

### Deuxième saison (2015-2016)
Elle a été diffusée du 4 octobre 2015 au 8 mai 2016 sur CBS, aux États-Unis.
1. Air Force One a disparu (The Show Must Go On)
2. À son corps défendant (The Doability Doctrine)
3. La Rusalka (The Rusalka)
4. Scandale à la Maison-Blanche (Waiting for Taleju)
5. L'Invitée (The Long Shot)
6. Mon bien cher frère (Catch and Release)
7. La Réconciliation (You Say You Want a Revolution)
8. Porté disparu (Lights Out)
9. Roulette russe (Russian Roulette)
10. Au nom de la paix (The Greater Good)
11. La Guerre des étoiles (Unity Node)
12. La Voie du milieu (The Middle Way)
13. Secrets de famille (Invasive Species)
14. In extremis (Left of the Boom)
15. L'Ampleur des dégâts (Right of the Boom)
16. Cellule Murphy (Hijriyyah)
17. Une vie presque normale (Higher Learning)
18. L'Horloge de l'Apocalypse (On the Clock)
19. Virus mortel (Desperate Remedies)
20. Sacrifices (Ghost Detainee)
21. Thérapie de couple (Connection Lost)
22. Mission à haut risque (Render Safe)
23. Vartius (Vartius)

### Troisième saison (2016-2017)
Elle a été diffusée du 2 octobre 2016 au 21 mai 2017.
1. Sauver le monde (Sea Change)
2. Haute trahison (The Linchpin)
3. Les Pandas diplomatiques (South China Sea)
4. Élections sous tension (The Dissent Memo)
5. Espion contre espion (The French Revolution)
6. Terreur et préjugés (The Statement)
7. Séisme politique (Tectonic Shift)
8. Course à la présidentielle (Breakout Capacity)
9. Les Règles du jeu (Snap Back)
10. Le Rêve impossible (The Race)
11. Les Trophées de la victoire (Gift Horse)
12. L'Escale (The Detour)
13. L'Esprit de la paix (The Beautiful Game)
14. Amour, mariage et gouvernement (Labor of Love)
15. Négociations sur le ring (Break in Diplomacy)
16. Désaccord climatique (Swept Away)
17. La Taupe (Convergence)
18. Otages (Good Bones)
19. Trafiquants d'âmes (Global Relief)
20. L'Enlèvement (Extraordinary Hazard)
21. Les Hommes du septième étage (The Seventh Floor)
22. Le Drone de la mort (Revelation)
23. L'Entente secrète (Article 5)

### Quatrième saison (2017-2018)
Elle est diffusée depuis le 8 octobre 2017 sur CBS.
1. Guerre médiatique (News Cycle)
2. Course contre la montre (Off the Record)
3. Décisions cruciales (The Essentials)
4. Le Gel des activités (Shutdown)
5. Persona Non Grata (Persona Non Grata)
6. La Faille (Loophole)
7. Menace de pandémie (North to the Future)
8. Le Quatrième Pouvoir (The Fourth Estate)
9. Champs de mines (Minefield)
10. Les femmes transforment le monde (Women Transform the World)
11. Mitya (Mitya)
12. Le Bruit et la fureur (Sound and Fury)
13. Le Conseiller en métaphysique (Reading the Signs)
14. Refuge (Refuge)
15. Les Sans-nom (The Unnamed)
16. Vingt ans après (My Funny Valentine)
17. Pour la paix (Phase Two)
18. Le Coup monté (The Friendship Game)
19. Une place sur la banquise (Thin Ice)
20. Les Mots pour le dire (The Things We Get to Say)
21. Protocole (Protocol)
22. Veille de nuit (Night Watch)

### Cinquième saison (2018-2019)
Cette saison de vingt épisodes a été diffusée du 7 octobre 2018 au 21 avril 2019 sur CBS.
1. E Pluribus Unum (E Pluribus Unum)
2. Le Jeu du Chaos (The Chaos Game)
3. Le Râteau magique (The Rake)
4. Requiem (Requiem)
5. Les Fantômes (Ghosts)
6. Eyjafjallajökull (Eyjafjallajökull)
7. Le Jardin de la paix (Baby Steps)
8. Le Courage de continuer (The Courage to Continue)
9. Les Trolls qui venaient du froid (Winter Garden)
10. Séparation familiale, 1re partie (Family Separation - Part 1)
11. Séparation familiale, 2e partie (Family Separation - Part 2)
12. La Stratégie de l'ambiguïté (Strategic Ambiguity)
13. La Guerre des mandataires (Proxy War)
14. Pour le mieux (Something Better)
15. Entre deux sièges (Between the Seats)
16. La Nouvelle Norme (The New Normal)
17. Une liberté qui tue (The Common Defense)
18. Prête (Ready)
19. La Calomnie est un poison lent et violent (The Great Experiment)
20. Naissance d'une candidate (Better Angels)

### Sixième saison (2019-2020)
Cette saison de dix épisodes, qui est la dernière, est diffusée entre le 6 octobre 2019 et le 8 Décembre 2019.
1. Les Coulisses d'une élection (Hail to the Chief)
2. Une taxe de trop (The Strike Zone)
3. Robots tueurs (Killer Robots)
4. Valeur (Valeur (Valor)
5. Daisy (Daisy)
6. Deepfake (Deepfake)
7. Responsabilité (Accountability)
8. Avant que le navire sombre (Ships and Countries)
9. Carpe Diem (Carpe Diem)
10. Départ et engagement (Leaving the Station)

## Accueil
Aux États-Unis, malgré un retard de 34 minutes à la suite d'une prolongation d'un match de football, le pilote a attiré 14,75 millions de téléspectateurs ainsi que 1,374 million de téléspectateurs au Canada. Les épisodes suivants se sont tenus au-delà de 10 millions de téléspectateurs, mais attirant un public plus âgé que Once Upon a Time sur ABC et Les Simpson sur Fox, diffusés en même temps.